# Cults (Band)
Cults ist ein von Brian Oblivion und Madeline Follin gegründetes US-amerikanisches Indie-Pop-Duo aus New York. Ihr Debüt feierte Cults mit ihrem 2011 bei ITNO/Columbia Records erschienenen gleichnamigen Album.

## Geschichte

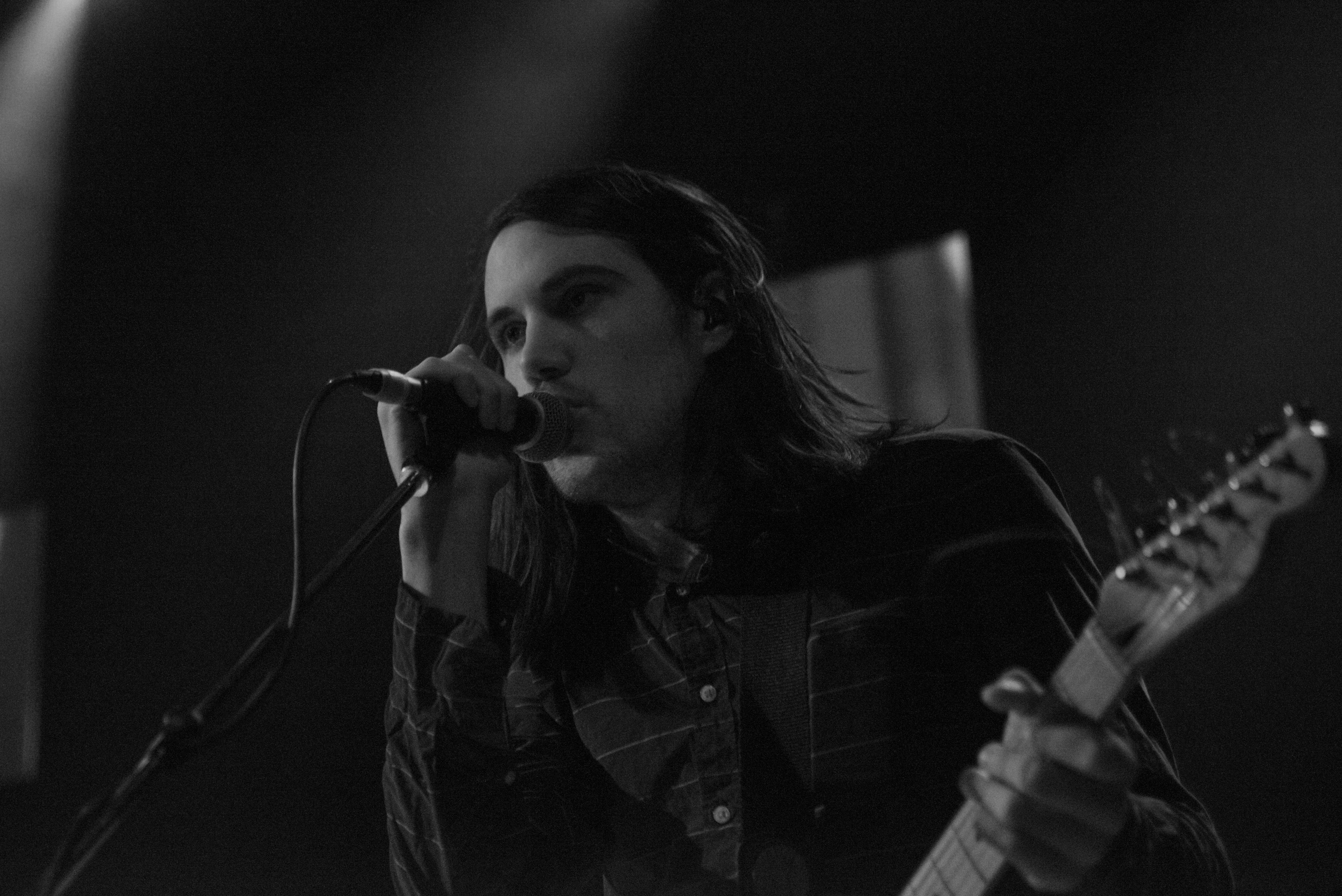
Brian Oblivion, 2014, München

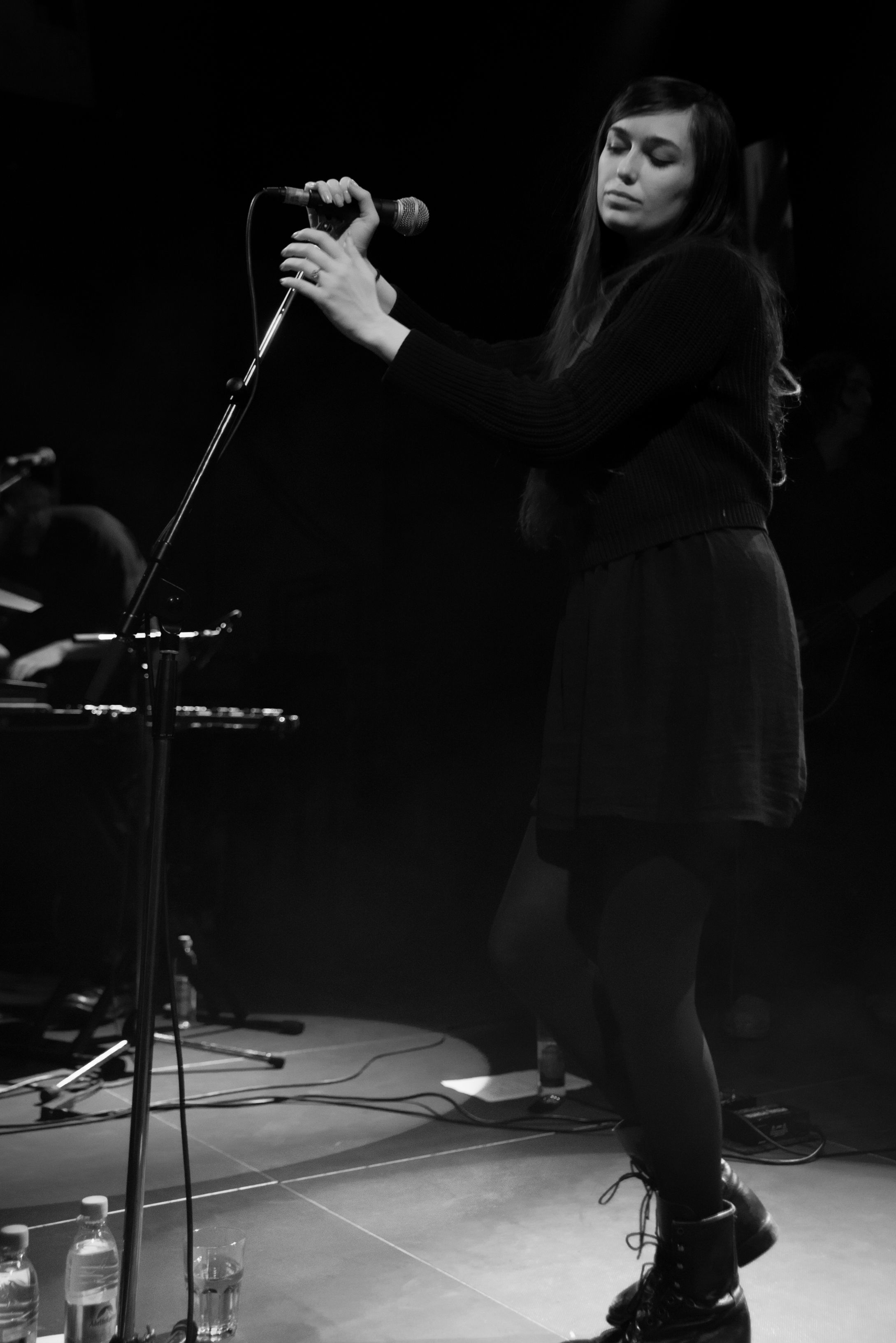
Madeline Follin, 2014, München

Die Formation „Cults“ wurde von Brian Oblivion (bürgerlicher Name Ryan Mattos) und Madeline Follin im Jahr 2010 während ihrer Studienzeit in New York City gegründet. Kennengelernt hatten sich die beiden bereits 2009 auf einem Konzert der Gruppe Willowz (feat. Follins Bruder Richie James Follin), für die Brian Oblivion als Tourmanager verantwortlich zeichnete. Während Brian Oblivion als Frontmann einer Slayer-Coverband fungierte, konnte Madeline Follin schon in jungen Jahren erste Erfahrungen als Sängerin sammeln. Ihr Stiefvater Paul Kostabi (Mitbegründer von White Zombie) hatte sie bei Aufnahmen seiner damaligen Band Youth Gone Mad unter anderem ein Coverstück von den Adolescents einsingen lassen, was ihr im Alter von neun Jahren das erste Angebot eines Plattenvertrages eingebracht hatte.
Cults veröffentlichte ihre erste EP bei Forest Family Records, Cults 7 ’’ mit dem Song Go Outside. Es folgte eine sechsmonatige Tour als Vorband von Richie Follins Gruppe, bevor das Duo bei ITNO/Sony unterschrieb.
Bei In the Name of, dem Label der Sängerin Lily Allen, und Columbia Records erschien 2011 auch ihr gleichnamiges von Shane Stoneback produziertes Debütalbum. Ebenfalls 2011 veröffentlichte Cults zusammen mit Superhuman Happiness ein Cover des Songs Um Canto De Afoxé para o Bloco Do Ilê auf dem Album Red Hot + Rio2 für die Wohltätigkeitsorganisation Red Hot Organization. Ebenso wie das 1996 erschienene Vorläufer-Album Red Hot + Rio werden mit dessen Einnahmen AIDS-Projekte unterstützt.
Nach Veröffentlichung ihres ersten Albums folgten Auftritte, z. B. auf den Festivals ATP I’ll be your Mirror, ATP Nightmare before Christmas sowie 2012 ihre erste eigene US-Tour.
Im Jahr 2013 erschien ihr zweites Album Static, erneut bei Columbia Records. Ferner ist Madeline Follin auf dem 2014 erschienenen Soundtrack von Jim Jarmuschs Film Only Lovers Left Alive zu hören.

## Diskografie

### Alben
- 2011: Cults (ITNO, Columbia)
- 2013: Static (Columbia)
- 2017: Offering (Omnian Music Group)
- 2020: Host (Omnian Music Group)

### Singles
- 2013: Always Forever (UK: Gold, US: Platin)
- 2014: She Knows (J. Cole feat. Amber Coffman & The Cults)
- 2017: Gilded Lily (UK: Silber, US: Gold)

## Auszeichnungen für Musikverkäufe
| Goldene Schallplatte - Polen - 2024: für die Single Gilded Lily | Platin-Schallplatte - Kanada - 2024: für die Single Gilded Lily |

| Land/RegionAuszeichnungen für Musikverkäufe (Land/Region, Auszeichnungen, Verkäufe, Quellen) | Silber  | Gold     | Platin     | Verkäufe  | Quellen         |
| -------------------------------------------------------------------------------------------- | ------- | -------- | ---------- | --------- | --------------- |
| Kanada (MC)                                                                                  | —       | —        | Platin1    | 80.000    | musiccanada.com |
| Polen (ZPAV)                                                                                 | —       | Gold1    | —          | 25.000    | olis.pl         |
| Vereinigte Staaten (RIAA)                                                                    | —       | Gold1    | Platin1    | 1.500.000 | riaa.com        |
| Vereinigtes Königreich (BPI)                                                                 | Silber1 | Gold1    | —          | 600.000   | bpi.co.uk       |
| Insgesamt                                                                                    | Silber1 | 3× Gold3 | 2× Platin2 |           |                 |